# Campeonato Europeo de Atletismo en Pista Cubierta de 1990
El XXI Campeonato Europeo de Atletismo en Pista Cubierta se celebró en Glasgow (Reino Unido) entre el 3 y el 4 de marzo de 1990 bajo la organización de la Asociación Europea de Atletismo (AEA) y la Federación Británica de Atletismo.
Las competiciones se llevaron a cabo en el Kelvin Hall de la ciudad escocesa. Participaron 440 atletas de 35 federaciones nacionales afiliadas a la AEA.

## Resultados

### Masculino
| Evento                    | Oro                                                     | Plata                                              | Bronce                                                                      |
| ------------------------- | ------------------------------------------------------- | -------------------------------------------------- | --------------------------------------------------------------------------- |
| 60 m (03.03)              | Linford Christie Reino Unido 6,56 s                     | Pierfrancesco Pavoni · Italia · 6,59 s             | Jiří Valík Checoslovaquia 6,63 s                                            |
| 200 m (04.03)             | Sandro Floris · Italia · 21,01                          | Nikolái Antonov Bulgaria 21,04                     | Bruno Marie-Rose Francia 21,28                                              |
| 400 m (04.03)             | Norbert Dobeleit Alemania Occidental 46,08              | Jens Carlowitz República Democrática Alemana 46,09 | Cayetano Cornet · España · 46,91                                            |
| 800 m (04.03)             | Tom McKean Reino Unido 1:46,22                          | Tomás de Teresa · España · 1:47,2                  | Zbigniew Janus · Polonia · 1:47,37                                          |
| 1500 m (04.03)            | Jens-Peter Herold República Democrática Alemana 3:44,39 | Fermín Cacho · España · 3:44,61                    | Tony Morrell Reino Unido 3:44,83                                            |
| 3000 m (04.03)            | Eric Dubus Francia 7:53,94                              | Jacky Carlier Francia 7:54,75                      | Branko Zorko Yugoslavia 7:54,77                                             |
| 60 m vallas (04.03)       | Igors Kazanovs Unión Soviética 7,52                     | Tony Jarrett Reino Unido 7,58                      | Florian Schwarthoff Alemania Occidental 7,61                                |
| Salto de altura (04.03)   | Artur Partyka · Polonia · 2,33 m                        | Arturo Ortiz · España · 2,30 m                     | Gerd Nagel Alemania Occidental Dietmar Mögenburg Alemania Occidental 2,30 m |
| Salto con pértiga (04.03) | Radion Gataullin Unión Soviética 5,80                   | Grigori Yegorov Unión Soviética 5,75               | Thierry Vigneron · Francia · Hermann Fehringer · Austria · 5,70             |
| Salto de longitud (03.03) | Dietmar Haaf Alemania Occidental 8,11                   | Emiel Mellaard · Países Bajos · 8,08               | Robert Emmiyan Unión Soviética 8,06                                         |
| Salto triple (04.03)      | Igor Lapshin Unión Soviética 17,14                      | Oleg Sakirkin Unión Soviética 16,70                | Tord Henrixson · Suecia · 16,69                                             |
| Peso (03.03)              | Klaus Bodenmüller · Austria · 21,03                     | Ulf Timmermann República Democrática Alemana 20,43 | Oliver-Sven Buder República Democrática Alemana 20,20                       |
| 5000 m marcha (04.03)     | Mijaíl Shchennikov Unión Soviética 19:00,62             | Giovanni De Benedictis · Italia · 19:02,90         | Axel Noack República Democrática Alemana 19:08,36                           |

### Femenino
| Evento                    | Oro                                                 | Plata                                             | Bronce                                               |
| ------------------------- | --------------------------------------------------- | ------------------------------------------------- | ---------------------------------------------------- |
| 60 m (03.03)              | Ulrike Sarvari Alemania Occidental 7,10 s           | Laurence Bily Francia 7,13 s                      | Nelli Fiere · Países Bajos · 7,14 s                  |
| 200 m (03.03)             | Ulrike Sarvari Alemania Occidental 22,96            | Natalia Kovtun Unión Soviética 23,01              | Galina Malchugina Unión Soviética 23,04              |
| 400 m (04.03)             | Marina Shmonina Unión Soviética 51,22               | Iolanda Oanţă · Rumania · 52,22                   | Judit Forgács · Hungría · 52,02                      |
| 800 m (04.03)             | Liubov Gurina Unión Soviética 2:01,63               | Sabine Zwiener Alemania Occidental 2:02,23        | Lorraine Baker Reino Unido 2:02,42                   |
| 1500 m (04.03)            | Doina Melinte · Rumania · 4:09,73                   | Sandra Gasser · Suiza · 4:10,13                   | Violeta Beclea · Rumania · 4:10,44                   |
| 3000 m (03.03)            | Elly van Hulst · Países Bajos · 8:57,28             | Margareta Keszeg · Rumania · 8:57,50              | Andrea Hahmann República Democrática Alemana 9:00,31 |
| 60 m vallas (04.03)       | LIudmila Narozhilenko Unión Soviética 7,74          | Monique Tourret Francia 7,84                      | Mihaela Pogăceanu · Rumania · 7,99                   |
| Salto de altura (03.03)   | Heike Henkel Alemania Occidental 2,00 m             | Britta Vöros República Democrática Alemana 1,94 m | Alina Astafei · Rumania · 1,94 m                     |
| Salto de longitud (03.03) | Galina Chistiakova Unión Soviética 6,85             | Yelena Jlopotnova Unión Soviética 6,74            | Helga Radtke República Democrática Alemana 6,66      |
| Salto triple (04.03)      | Galina Chistiakova Unión Soviética 14,14            | Helga Radtke República Democrática Alemana 13,63  | Ana Oliveira Portugal 13,44                          |
| Peso (03.03)              | Claudia Losch Alemania Occidental 20,64             | Natalia Lisovskaya Unión Soviética 20,35          | Grit Hammer República Democrática Alemana 19,53      |
| 3000 m marcha m (04.03)   | Beate Anders República Democrática Alemana 11:59,36 | Ileana Salvador · Italia · 12:18,84               | Annarita Sidoti · Italia · 12:27,94                  |

## Medallero
| Núm. | País           | Oro | Plata | Bronce | Total |
| ---- | -------------- | --- | ----- | ------ | ----- |
| 1    | URSS           | 9   | 5     | 2      | 16    |
| 2    | RFA            | 6   | 1     | 3      | 10    |
| 3    | RDA            | 2   | 4     | 5      | 11    |
| 4    | Reino Unido    | 2   | 1     | 2      | 5     |
| 5    | Francia        | 1   | 3     | 2      | 6     |
| 6    | Italia         | 1   | 3     | 1      | 5     |
| 7    | Rumania        | 1   | 2     | 3      | 6     |
| 8    | Países Bajos   | 1   | 1     | 1      | 3     |
| 9    | Austria        | 1   | 0     | 1      | 2     |
| 9    | Polonia        | 1   | 0     | 1      | 2     |
| 11   | España         | 0   | 3     | 1      | 4     |
| 12   | Bulgaria       | 0   | 1     | 0      | 1     |
| 12   | Suiza          | 0   | 1     | 0      | 1     |
| 14   | Hungría        | 0   | 0     | 1      | 1     |
| 14   | Portugal       | 0   | 0     | 1      | 1     |
| 14   | Checoslovaquia | 0   | 0     | 1      | 1     |
| 14   | Suecia         | 0   | 0     | 1      | 1     |
| 14   | Yugoslavia     | 0   | 0     | 1      | 1     |
|      | TOTAL          | 25  | 25    | 27     | 77    |